# Helle (Vorname)
Helle ist je nach Herkunft und Bedeutung weiblicher oder männlicher Vorname.

## Herkunft und Bedeutung

### Weiblicher Vorname
Für den weiblichen Vornamen Helle gibt es drei etymologische Abstammungen.
- Einerseits handelt es sich um eine dänische Variante von Hella.[1]
- Darüber hinaus ist Ἕλλη Héllē [hél.lɛː] um einen altgriechischen Namen aus der griechischen Mythologie mit unbekannter Bedeutung.[2]
- Des Weiteren handelt es sich um eine estnische Variante von Helena und wird mit dem estnischen Wort hell „weich“, „zart“ in Verbindung gebracht.[3]

### Männlicher Vorname
Für den männlichen Namen Helle gibt es zwei etymologische Abstammungen.
- Einerseits handelt es sich um eine dialektale Variante von Helge.[4]
- Darüber hinaus stellt der Name eine friesische Kurzform verschiedener zusammengesetzter Namen,[5] die mit dem Element hildr „Kampf“[6] oder heil „heil“, „gesund“, „ganz“[7] gebildet werden.[3][8]

## Verbreitung

### Weiblicher Vorname
Der Name Helle ist fast ausschließlich als weiblicher Vorname in Gebrauch.
In Schweden kommt der Name selten vor. Stand 2024 tragen 642 Personen Helle als Vorname. Darunter finden sich nur vereinzelte Männer.
Helle [ˈhelːeˣ] war in Finnland vor allem zu Beginn des 20. Jahrhunderts geläufig. Ihren Höhepunkt erreichte die Popularität des Namens in den 1920er Jahren, als er an 177 Mädchen vergeben wurde. Nachdem die Popularität in den 1930er Jahren einbrach, gewann sie in den 1950er und 1960er Jahren leicht, nur um in den 1970er und 1980er Jahren erneut zu sinken. Seit den 2000er Jahren nimmt die Popularität des Namens wieder zu.
Demgegenüber war Helle in Norwegen zu Beginn des 20. Jahrhunderts eher selten. Dort gewann der Name vor allem ab den 1950er Jahren an Popularität. Von 1960 bis 1966 sowie im Jahr 2013 fand er sich unter den 100 beliebtesten Mädchennamen. Insgesamt tragen 3025 Frauen in Norwegen Helle als Vornamen, bei 2144 davon handelt es sich um den Rufnamen.
Auch in Dänemark ist Helle [ˈhɛ.lə] als weiblicher Vorname geläufig und wurde vor allem in den 1980er Jahren häufig vergeben. Seitdem sank die Popularität, sodass er seit der Jahrtausendwende kaum noch vergeben wird. Im Jahr 2022 wurden nur 6 Mädchen Helle genannt. Im Jahr 2023 trugen in Dänemark 33.311 Frauen den Vornamen Helle.

### Männlicher Vorname
Als männlicher Vorname kommt Helle nur vereinzelt vor.
In Finnland kam der Name zu Beginn des 20. Jahrhunderts gelegentlich vor. In den 1920er Jahren wurden 9 Jungen Helle genannt, womit der Name in dieser Dekade am häufigsten war.

## Varianten
Der altgriechische Name Ἕλλη Héllē wird im Neugriechischen mit Έλλη Elli wiedergegeben.
Für weitere Varianten siehe Hella#Varianten, Helene#Varianten und Helge#Varianten

## Namensträger

### Weibliche Namensträger
- Helle Helle (* 1965), dänische Schriftstellerin
- Helle Andersen, dänische Badmintonspielerin
- Helle Bjerregaard (* 1968), dänische Fußballspielerin
- Helle Dolleris (* 1965), dänische Schauspielerin, Synchronsprecherin und Drehbuchautorin
- Helle Fagralid (* 1976), dänische Schauspielerin
- Helle Frederiksen (* 1981), dänische Triathletin
- Helle Hertz (* 1943), dänische Schauspielerin
- Helle Jensen (* 1969), dänische Fußballspielerin
- Helle Jespersen (* 1968), dänische Seglerin
- Helle Juul (* 1954), dänische Architektin und Hochschullehrerin
- Helle Laas (* 1941), estnische Jugendbuchautorin
- Helle Meri (1949–2024), estnische Schauspielerin
- Helle Metslang (* 1950), estnische Sprachwissenschaftlerin
- Helle Nielsen (* 1981), dänische Badmintonspielerin
- Helle Nielsen (1946–2025), dänische Schauspielerin
- Helle Rotbøll (* 1963), dänische Fußballspielerin
- Helle Sofie Sagøy (* 1998), norwegische Badmintonspielerin
- Eva Helle Stangerup (1939–2015), dänische Schriftstellerin
- Helle Søholt (* 1972), dänische Architektin und Stadtplanerin
- Helle Sørensen (* 1963), dänische Radrennfahrerin
- Helle Thomsen (* 1970), dänische Handballtrainerin
- Helle Thorning-Schmidt (* 1966), dänische Politikerin, Mitglied des Folketing, MdEP
- Helle Tuxen (* 2001), norwegische Wasserspringerin
- Helle Virkner (1925–2009), dänische Schauspielerin
- Helle Vrønning Dam (* 1962), dänische Sprachwissenschaftlerin

### Männliche Namensträger
- Helle Hirsch (1916–1937), deutscher Student und Widerstandskämpfer